# Monique van de Ven
Mónica María Theresia "Monique" van de Vine (Zeeland, Landerd, Brabant del Nord, 28 de juliol de 1952) és una actriu i directora de cinema neerlandesa. Ha treballat amb els principals directors de cinema del seu país, com Paul Verhoeven, Fons Rademakers i Dick Maas.

## Vida i carrera
El seu debut cinematogràfic com a actriu va ser en la pel·lícula de Paul Verhoeven Turks Fruit en 1973, on va interpretar a Olga Stapels i va actuar al costat de Rutger Hauer. La pel·lícula va estar nominada per a un Oscar a la millor pel·lícula de parla no anglesa i va ser escollida com la millor pel·lícula neerlandesa del segle fins a aquell moment. Dos anys després va tornar a treballar amb Verhoeven a Una núvia anomenada Katy Tippel, també amb Rutger Hauer; on interpretava a una jove que es desplaça a Ámsterdam al costat de la seva empobrida família i es veu obligada a dedicar-se a la prostitució.
Ha tingut papers d'actriu convidada en les sèries Starsky i Hutch i Remington Steele.
En 1986 va tenir un dels papers principals en la pel·lícula de Fons Rademakers L'assalt, guanyadora de l'Óscar a la millor pel·lícula de parla no anglesa i del Globus d'Or. En 1988 va interpretar el paper de Laura en Amsterdamned: Misteri als canals, un thriller de Dick Maas en el qual un assassí utilitza el sistema de canals d' Ámsterdam.
Des dels anys 90 va estar algun temps apartada de l'actuació cinematogràfica, però va seguir actuant en sèries de televisió neerlandeses i en anuncis publicitaris. En 1996 va dirigir el curtmetratge Mama Proefkonijn (traducció anglesa: Mama's Guinea Pig); el seu primer llargmetratge com a directora va ser Zomerhitte (Calor de l'estiu), estrenat en 2008.
Des de 1973 va mantenir una relació amb el director de fotografia Jan de Bont, a qui va conèixer en el rodatge de Turks fruit; es van casar en 1977 i van romandre junts fins a 1988. Està casada actualment amb l'actor, director i escriptor Edwin de Vries.

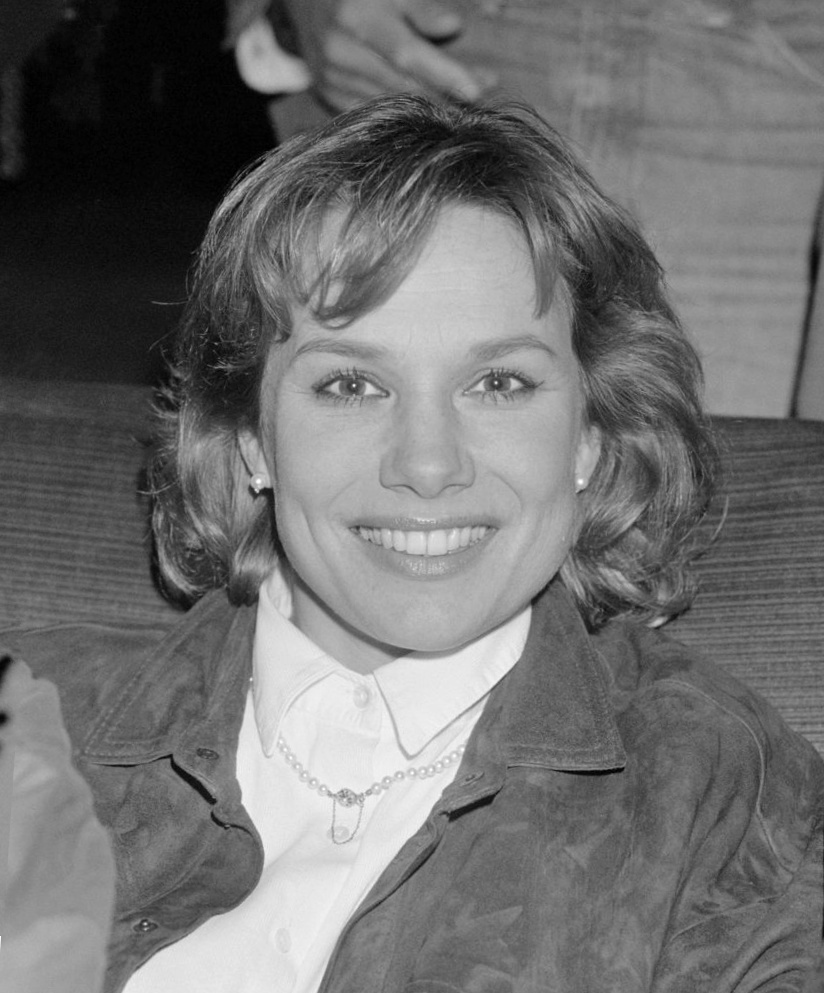
Monique van de Veuen en 1988

## Filmografia

### Actriu
| - Turks fruit (1973) - Dakota (1974) - Way Out (1974) - Katie Tippel (1975) - The Last Train (1975) - Anita Drögemöller und dado Ruhe un der Ruhr (de) (1976) - Doctor Vlimmen (1977) - Inheritance (1978) - Stunt Rock (1978) - A Woman Like Eve (1979) - Splitting Up (1979) - Hoge hakken, echte liefde (1981) - Breach of Contract (1982) - Breathless (1982) - Burning Love (1983) | - The Scorpion (1984) - L'assalt (1986) - A Month Later (1987) - Iris (1987) - Amsterdamned, misteri als canals (Amsterdamned) (1988) - Paint It Black (1989) - De Kassière (1989) - Romeo (1990) - The Man Inside (1990) - Eline Vere (1991) - The Johnsons (1992) - Long Live the Queen (1995) - De Bovenman (2001) - The Discovery of Heaven (2001) - Amazones (2004) |

### Directora
- Mama Proefkonijn (1996)
- Summer Heat(2008)